# Beles Ferenc
Beles Ferenc (Kunadacs, 1957. december 8. –) labdarúgó, hátvéd.

## Pályafutása
Megyei osztályú csapatokból került a KSC-be. Innen Rákosi Gyula ajánlására igazolta le az FTC. A Ferencváros csapatában mutatkozott az élvonalban 1981. augusztus 15-én a Csepel ellen, ahol csapata 4–0-ra győzött. Kétszeres bajnoki ezüstérmes zöld-fehér együttessel. Utolsó élvonalbeli mérkőzésen a Csepel ellen 3–1-re kikapott csapata. 1983-ban visszatért a KSC-be. Itt térdsérülést szenvedett, operálni kellett. A következő szezonban Szarvason szerepelt. Itt fejezte be a pályafutását.

## Sikerei, díjai
- Magyar bajnokság
  - 2.: 1981–82, 1982–83